# Allorchestes bellabella
Allorchestes bellabella är en kräftdjursart som beskrevs av J. L. Barnard 1974. Allorchestes bellabella ingår i släktet Allorchestes och familjen Hyalellidae. Inga underarter finns listade i Catalogue of Life.